# Eliminatórias para o Campeonato Africano das Nações de 2025 – Grupo B
O Grupo B das Eliminatórias para o Campeonato Africano das Nações de 2025 foi um dos doze grupos que definiram as equipes que se classificaram para o Campeonato Africano das Nações de 2025. Participaram quatro seleções: Gabão, Lesoto, Marrocos e República Centro-Africana.

## Classificação
| Pos | Equipe                    | Pts | J | V | E | D | GP | GC | SG  | Classificado                           |  |     |     |     |     |
| --- | ------------------------- | --- | - | - | - | - | -- | -- | --- | -------------------------------------- |  | --- | --- | --- | --- |
| 1   | Marrocos                  | 18  | 6 | 6 | 0 | 0 | 26 | 2  | +24 | Campeonato Africano das Nações de 2025 |  | —   | 4–1 | 7–0 | 5–0 |
| 2   | Gabão                     | 10  | 6 | 3 | 1 | 2 | 7  | 9  | −2  | Campeonato Africano das Nações de 2025 |  | 1–5 | —   | 0–0 | 2–0 |
| 3   | Lesoto                    | 4   | 6 | 1 | 1 | 4 | 2  | 13 | −11 | Eliminado                              |  | 0–1 | 0–2 | —   | 1–0 |
| 4   | República Centro-Africana | 3   | 6 | 1 | 0 | 5 | 3  | 14 | −11 | Eliminado                              |  | 0–4 | 0–1 | 3–1 | —   |

1. ↑  Marrocos já se classificou como país anfitrião.

## Partidas
| 5 de setembro de 2024 | República Centro-Africana       | 3 – 1     | Lesoto       | Estádio Ben M'Hamed El Abdi, El Jadida (Marrocos) |
| 16:00 (UTC+1)         | Mafouta 1', 24' · Koyalipou 62' | Relatório | Motebang 56' | Árbitro: ALG Youcef Gamouh                        |

| 6 de setembro de 2024 | Marrocos                                                | 4 – 1     | Gabão                | Grande Estádio de Agadir, Agadir          |
| 20:00 (UTC+1)         | Ziyech 10' (pen), 26' (pen) · Brahim 59' · El Kaabi 82' | Relatório | Aubameyang 40' (pen) | Público: 38 000 Árbitro: MTN Dahane Beida |

| 9 de setembro de 2024 | Lesoto | 0 – 1     | Marrocos     | Grande Estádio de Agadir, Agadir (Marrocos) |
| 19:00 (UTC+1)         |        | Relatório | Brahim 90+3' | Árbitro: CIV Clement Kpan                   |

| 10 de setembro de 2024 | Gabão                              | 2 – 0     | República Centro-Africana | Estádio de Franceville, Franceville      |
| 17:00 (UTC+1)          | Aubameyang 11' (pen) · Babicka 39' | Relatório |                           | Público: 8 679 Árbitro: KEN Peter Waweru |

| 11 de outubro de 2024 | Gabão | 0 – 0     | Lesoto | Estádio de Franceville, Franceville |
| 20:00 (UTC+1)         |       | Relatório |        | Árbitro: BEN Raphiou Ligali         |

| 12 de outubro de 2024 | Marrocos                                                           | 5 – 0     | República Centro-Africana | Stade d'Honneur, Ujda                     |
| 20:00 (UTC+1)         | Ezzalzouli 18' · Ounahi 38', 45+2' · Hakimi 45' · Rahimi 71' (pen) | Relatório |                           | Público: 19 800 Árbitro: GAM Alhasan Bass |

| 15 de outubro de 2024 | Lesoto | 0 – 2     | Gabão                     | Estádio Moses Mabhida, Durban (África do Sul) |
| 15:00 (UTC+2)         |        | Relatório | Babicka 55' · Effaghe 84' | Árbitro: GHA Daniel Laryea                    |

| 15 de outubro de 2024 | República Centro-Africana | 0 – 4     | Marrocos                                                   | Stade d'Honneur, Ujda (Marrocos)        |
| 20:00 (UTC+1)         |                           | Relatório | Ben Seghir 34', 37' · En-Nesyri 50' (pen) · Ezzalzouli 65' | Público: 19 920 Árbitro: GUI Naby Touré |

| 14 de novembro de 2024 | Lesoto         | 1 – 0     | República Centro-Africana | Estádio Free State, Bloemfontein (África do Sul) |
| 15:00 (UTC+2)          | Mokhachane 51' | Relatório |                           | Árbitro: TAN Ahmed Arajiga                       |

| 15 de novembro de 2024 | Gabão      | 1 – 5     | Marrocos                                                    | Estádio de Franceville, Franceville       |
| 20:00 (UTC+1)          | Bouanga 4' | Relatório | Harkass 17' · Brahim 20', 23' · En-Nesyri 81' · Saibari 90' | Público: 19 360 Árbitro: RSA Abongile Tom |

| 18 de novembro de 2024 | Marrocos                                                                    | 7 – 0     | Lesoto | Stade d'Honneur, Ujda                                  |
| 20:00 (UTC+1)          | Brahim 5', 15', 42' · Rahimi 37', 45+2' (pen) · En-Nesyri 68' · Saibari 70' | Relatório |        | Público: 33 000 Árbitro: COD Jean-Jacques Ndala Ngambo |

| 18 de novembro de 2024 | República Centro-Africana | 0 – 1     | Gabão           | Estádio Orlando, Joanesburgo (África do Sul) |
| 20:00 (UTC+1)          |                           | Relatório | Kanga 74' (pen) | Árbitro: MTN Dahane Beida                    |